# Canton d'Alzonne

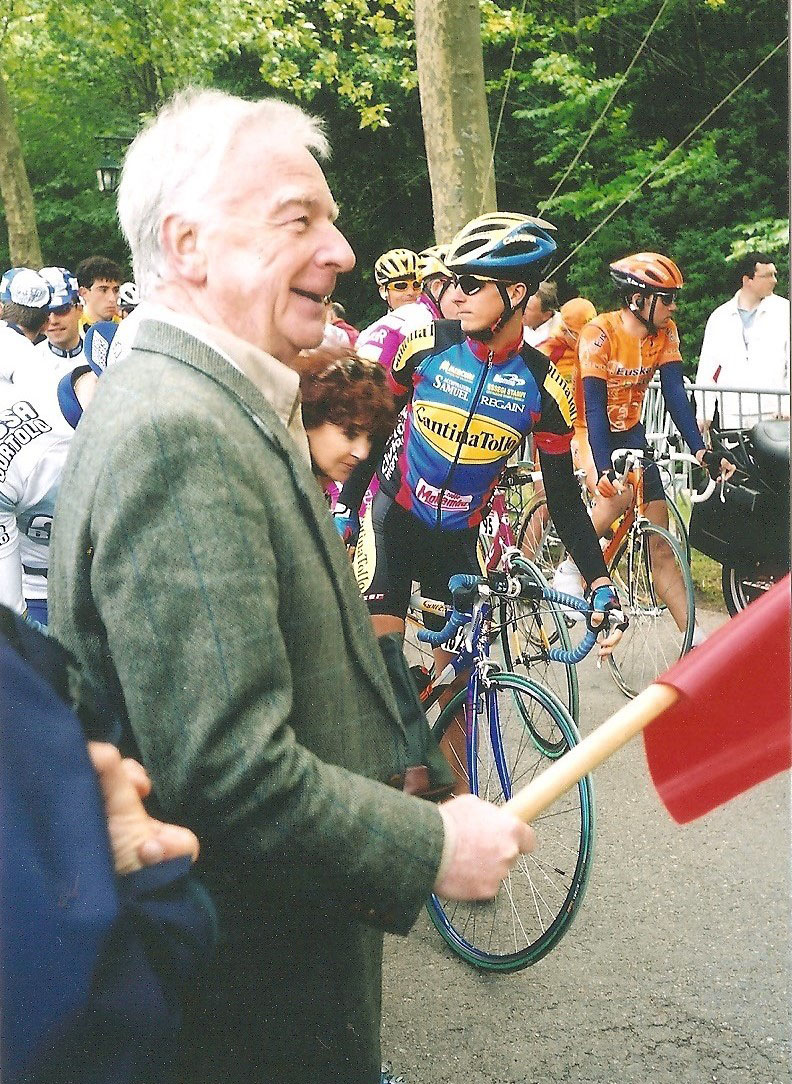
Raymond Courrière (1932-2006) conseiller général de 1967 à 1998, Secrétaire d’État aux rapatriés de 1981 à 1986.

Le canton d'Alzonne est une ancienne division administrative française située dans le département de l'Aude.

## Géographie
Ce canton était organisé autour d'Alzonne dans l'arrondissement de Carcassonne. Son altitude variait de 102 m (Ventenac-Cabardès) à 407 m (Montolieu) pour une altitude moyenne de 151 m.

## Représentation

### Conseillers généraux de 1833 à 2015
| Période | Période      | Identité                  | Étiquette           | Qualité |
| ------- | ------------ | ------------------------- | ------------------- | --- |
| 1833    | 1848         | Jean-Baptiste Gelis       |                     | Propriétaire, maire d'Alzonne (1830→1853) |
| 1848    | 1852         | Florian-Henri Vialatte    | Parti de l'ordre    | Avocat et propriétaire à Alzonne |
| 1852    | 1855         | Jacques Astre             |                     | Notaire |
| 1855    | 1864         | Jean-Baptiste Denille     |                     | Propriétaire, Maire d'Alzonne (1853→1865) Ancien maire de Bram (1816→1830)                                                                           |
| 1864    | 1871         | Vicomte Henri de Pins     |                     | Propriétaire du château d'Alzau à Pezens |
| 1871    | 1901 (décès) | Henri Vialate (1820→1901) | Républicain         | Propriétaire Maire d'Alzonne (1876→1901) |
| 1901    | 1913         | Louis Guitard             | Républicain Libéral | Propriétaire à Caux-et-Sauzens |
| 1913    | 1928         | Justin Guilhem            | Rad.                | Propriétaire viticulteur à Villesèquelande |
| 1928    | 1937         | Fernand Vidal             | Rad.                | Propriétaire Ancien conseiller d'arrondissement |
| 1937    | 1940         | Jean Bousquet             | Rad.                | Propriétaire Maire d'Alzonne (1929→1943) |
|         |              |                           |                     | |
| 1942    | 1945         | Léon Raymond-Clergue      |                     | Suppléant du juge de paix Maire de Pezens (1919→1925, 1936→1944) Nommé conseiller départemental en 1942                                              |
|         |              |                           |                     | |
| 1945    | 1949         | Marcelin Horus            | SFIO                | Maréchal-ferrant Maire de Villesèquelande |
| 1949    | 1961         | Georges Satgé (1889-1971) | DVD                 | Propriétaire agriculteur |
| 1961    | 1967         | Julien Etoré              | SFIO puis SE        | Professeur Maire de Montolieu |
| 1967    | 1998         | Raymond Courrière         | SFIO puis PS        | Notaire Sénateur (1974→1981 et 1986→2006) Président du Conseil Général (1987→1998) Maire de Cuxac-Cabardès (1974→2006) Secrétaire d'Etat (1981→1986) |
| 1998    | 2009 (décès) | Michel Escande            | PS                  | Chef de service à la Chambre d'Agriculture de l'Aude Maire de Moussoulens                                                                            |
| 2009    | 2015         | Régis Banquet             | PS                  | Fonctionnaire à la Direction des Finances Publiques, Maire d'Alzonne depuis 2014 Président de Carcassonne Agglo                                      |

### Conseillers d'arrondissement (de 1833 à 1940)
| Période                                  | Période          | Identité        | Étiquette   | Qualité |
| ---------------------------------------- | ---------------- | --------------- | ----------- | --- |
| 1833                                     | 1842             | François Combes |             | Maire de Montolieu                                                                                          |
| 1842                                     | 1848             | Arnaud Bonnet   |             | Médecin, maire de Montolieu                                                                                 |
|                                          |                  |                 |             | |
| 1855                                     |                  | Émile Martin    |             | |
|                                          |                  |                 |             | |
| 1883                                     | 1891 (démission) | Firmin Clergue  | Républicain | Juge au Tribunal civil, maire de Villesèque                                                                 |
| 1891                                     | 1904             | Louis Deumié    | Républicain | Maire de Sainte-Eulalie                                                                                     |
| 1904                                     | 1928             | Fernand Vidal   | Radical     | Propriétaire, conseiller municipal de Moussoulens                                                           |
| 1928                                     | 1940             | Pierre Cau      | Radical     | Propriétaire à Raissac-sur-Lampy                                                                            |
| 1940                                     |                  |                 |             | Les conseils d'arrondissement ont été suspendus par la loi du 12 octobre 1940 et n'ont jamais été réactivés |
| Les données manquantes sont à compléter. |                  |                 |             | |

## Composition
Le canton d'Alzonne regroupait onze communes
| Nom                   | Code Insee | Intercommunalité     | Superficie (km2) | Population (dernière pop. légale) | Densité (hab./km2) |
| --------------------- | ---------- | -------------------- | ---------------- | --------------------------------- | ------------------ |
| Alzonne (chef-lieu)   | 11009      | CA Carcassonne Agglo | 22,38            | 1 515 (2014)                      | 68                 |
| Aragon                | 11011      | CA Carcassonne Agglo | 20,56            | 427 (2014)                        | 21                 |
| Caux-et-Sauzens       | 11084      | CA Carcassonne Agglo | 9,00             | 918 (2014)                        | 102                |
| Montolieu             | 11253      | CA Carcassonne Agglo | 23,65            | 861 (2014)                        | 36                 |
| Moussoulens           | 11259      | CA Carcassonne Agglo | 19,60            | 1 013 (2014)                      | 52                 |
| Pezens                | 11288      | CA Carcassonne Agglo | 11,11            | 1 453 (2014)                      | 131                |
| Raissac-sur-Lampy     | 11308      | CA Carcassonne Agglo | 5,23             | 440 (2014)                        | 84                 |
| Saint-Martin-le-Vieil | 11357      | CA Carcassonne Agglo | 13,25            | 231 (2014)                        | 17                 |
| Sainte-Eulalie        | 11340      | CA Carcassonne Agglo | 6,50             | 525 (2014)                        | 81                 |
| Ventenac-Cabardès     | 11404      | CA Carcassonne Agglo | 10,36            | 911 (2014)                        | 88                 |
| Villesèquelande       | 11437      | CA Carcassonne Agglo | 5,35             | 871 (2014)                        | 163                |

## Démographie
| 1962  | 1968  | 1975  | 1982  | 1990  | 1999  | 2006  | 2011  | 2012  |
| ----- | ----- | ----- | ----- | ----- | ----- | ----- | ----- | ----- |
| 5 853 | 5 721 | 6 058 | 6 435 | 6 687 | 7 161 | 7 861 | 8 529 | 8 725 |